# 红旗镇 (凤城市)
红旗镇，是中华人民共和国辽宁省丹东市凤城市下辖的一个乡镇级行政单位。

## 名称由来
1892年康熙皇帝将巴尔虎蒙古编入八旗，指派成吉思汗的后裔包尔机根氏（汉姓包）统率巴尔虎蒙古10姓人家到凤凰城驻防，被编入正黄旗下当差，在八旗旗署之外另设巴尔虎署，专门管理巴尔虎事务，包尔机根氏统领巴尔氏虎蒙古进驻红旗，除种地放养柞蚕外，金矿、理石矿先后得到开发利用，红旗的社会经济得到进一步发展，红旗街逐步发展成为凤南政治经济中心，红旗也成为行政建制名称。

## 政区沿革
1621年（明天启元年）努尔哈赤据有辽东，凤城地区包括红旗被划归镶蓝旗管辖。
1644年清设凤凰城守尉、凤凰直隶厅、东边兵备道等旗民衙门，辖有红旗。
1911年设南镇，驻红旗街，辖地东至柳条边、南至黄海、北至太虎岭、大青山、干柴内岭、西至大洋河；不久以龙王庙为界，将南镇改设南一、南二镇，红旗属南二镇。
1913年设凤凰县，1914年因与湖南凤凰县重名，改称凤城县，辖南二镇。1919年改南二镇为六区，辖42个村，41个屯，区公所驻红旗街。
1923年实行区村制，六区辖14个村。1938年伪满洲国实行村（相当于乡镇级建制）屯制，将六区设红旗、蓝旗、杨木3个村，红旗村辖红旗、包营子、四家子、沈甸、三义庙、新兴、新立、德奎、老虎洞、黄旗、复兴11个屯。
1945年10月中共设凤城县红旗区政府。
1946年5月中共设孤山县，红旗区划归孤山县。
1946年10月中国国民党进驻凤城县，撤销孤山县设凤城县红旗乡，
1947年6月中国国民党撤出，中共恢复孤山县红旗区建制。
1949年7月撤销孤山县，红旗区划归凤城县。
1950年10月红旗区改称凤城县第十六区。
1951年2月改称凤城县第二区。
1956年2月改称凤城县红旗区，辖红旗、蓝旗、杨木3个乡，团结、永兴、德奎、广胜、新生、快乐、老虎洞、建设、前进、胜利11个小乡。
1958年9月撤销红旗、蓝旗、杨木3个乡建制，设红旗人民公社，辖30个大队。
1961年7月调整人民公社，将原蓝旗乡、杨木乡所辖地划出另行组建蓝旗、杨木人民公社，红旗人民公社（乡镇级建制）辖12个大队，人民公社驻地由红旗街移至牌坊底。1983年9月撤销红旗人民公社，设红旗乡。
1985年1月17日撤销凤城县，设立凤城满族自治县，辖红旗乡。同年8月撤销红旗乡，设立红旗镇至今。

## 自然地理
红旗镇位于凤城市南部，地近黄海北岸，东、南、西、北分别与边门镇、东港市长安乡、东港市合隆镇、白旗镇相毗邻。
镇区地势北高南低，中间平坦，属丘陵地貌。主要山峰柜石山海拔444.33m，为境内第一高峰。境内淡水资源丰富，大小河流30条，主要河流土牛河、三道河、四家子河、小土牛河、八岔河。土牛河上游建有土门子水库。
红旗镇年均气温7.8℃，年均降水量900—1200mm，四季分明，雨热同季，夏无酷署，冬无严寒，年均无霜期160—170天。

## 人口面积
根据2010年红旗镇派出所人口数据，该镇总户数6337户，总人口19978人，总面积263平方公里。
红旗镇满族聚居，满族人口12854人，占总人口的64.3%；散居民族有汉、蒙古、锡伯、朝鲜、回、傈僳、鄂伦春、侗等8个民族。

## 行政区划
红旗镇下辖以下地区：
永兴村、团结村、烧锅村、黄旗堡村、德奎村、新力村、三义庙村、四家子村和包营子村。